# Dirk Kuyt
Dirk Kuijt ( ? i  escolteu-ne la pronunciació en neerlandès), més conegut com a Dirk Kuyt, (Katwijk, 22 de juliol de 1980) és un exfutbolista neerlandès. Va assolir fama internacional jugant a la demarcació de davanter, encara que va acabar jugant com a extrem tant al seu últim club, el Feyenoord, com a la selecció neerlandesa.
El 13 de maig de 2014 va ser inclòs per l'entrenador de la selecció dels Països Baixos, Louis Van Gaal, a la llista preliminar de 30 jugadors per representar aquest país a la Copa del Món de Futbol de 2014 al Brasil. Finalment va ser confirmat en la nòmina definitiva de 23 jugadors el 31 de maig.

## Palmarès

### FC Utrecht
- 1 KNVB Cup: 2002–03, subcampió 2001–02

### Liverpool FC
- Lliga de Campions: subcampió 2006–07
- FA Cup: subcampió 2011–12
- Premier League: subcampió 2008–09
- 1 Carling Cup: 2011–12

### Fenerbahçe SK
- 1 Lliga turca: 2013–14
- 1 Copa turca: 2012–13
- 1 Supercopa turca: 2014

### Feyenoord Rotterdam
- 1 Eredivisie: 2016–17
- 1 Copa neerlandesa: 2015–16

### Selecció neerlandesa
- Copa del Món: subcampió 2010; tercer 2014

### Individual
- Gouden Schoen al millor futbolista als Països Baixos: 2003 i 2006
- Màxim golejador de l'Eredivisie: 2004–05 (29 gols)
- Màxim assistent de la Copa del Món: 2010 (3 assistències)